# Ebbe Hertzberg
Ebbe Carsten Horneman Hertzberg (født 11. april 1847 i Holmestrand, død 2. oktober 1912) var en norsk retshistoriker og statsøkonom.
Hertzberg blev student 1865 og cand. jur. 1870. Efteråret 1870 studerede han ved Uppsala Universitet, 1872—73 i München under Maurer. 1873—75
var han Universitetsstipendiat i lovkyndighed, med særligt hensyn til retshistorie, statsret og statsøkonomi. Efter i 2 år at have været attachéstipendiat ved den norsk-svenske legation i Paris blev han 1877 professor i statsøkonomi og statistik ved Kristiania Universitet. I april—juni 1884 var han medlem af det Schweigaardske kampministerium, men gik efter dettes fald tilbage til universitetet, hvor han virkede til 4. oktober 1886, da han efter ansøgning fik afsked. Efter nogen tids ophold på en nerveanstalt genoptog han sine retshistoriske studier, navnlig med glossariet til Norges gamle love, 1. række, som udkom 1895. Han var nu nogle år regeringens konsulent i forskellige opdukkende spørgsmål af historisk og økonomisk art, som ejendomsretten til præstegårdene, der fremkaldte hans afhandling: Om Ejendomsretten til det norske Kirkegods (1898), og organisationen af den industrielle kredit og retten til at udstede ihændehaverobligationer, som blev behandlet af en departemental komité, hvis medlem han var, og hvis indstilling han redigerede (1896).
1898—99 foretog han en rejse til Danmark, Tyskland, Frankrig og England for at studere kooperation indenfor landbruget. Resultaterne blev nedlagt i den indholdsrige rejseindberetning om Det europæiske Landbosamvirke, som han udarbejdede sammen med godsejer Jacob Bull-Tornøe (1900); 1901—03 var han formand i en komité for ordningen af landmændenes driftskredit og kreditsamvirke. Allerede 1879—81 havde han været medlem af en toldkommission, og i 1903—04 blev han formand i en toldtarifkomité, som udarbejdede den i 1905 af Stortinget vedtagne ny toldtarif, der betegner et afgjort brud med frihandelssystemet og tilslutning til det tyske toldbeskyttelsessystem. 1903—08 var han stortingsvalgt direktør for Den norske Hypotekbank, med hvilken stilling han fra 1905 forenede rigsarkivarembedet; 1908 frasagde han sig nævnte direktørstilling for helt at kunne ofre sig for Rigsarkivet og sine historiske studier. Siden 1896 var han medlem og fra 1903 formand i kommissionen for udgivelse af Norges gamle love, ligesaa i flere år medlem af bestyrelsen i Fortidsmindesmærkeforeningen, Historisk Forening og Kildeskriftkommissionen; fra 1906 var han afvekslende præses og vicepræses i Kristiania Videnskabsselskab.
Den mangesidede videnskabelige og praktiske indsigt, som kendetegnes ved Hertzbergs offentlige stillinger og tillidshverv, kommer også til syne i hans litterære produktion. En del af denne behandler socialøkonomiske emner. Herhen hører hans to konkurrenceafhandlinger for det socialøkonomiske professorat Om Kredittens Begreb og Væsen og En kritisk Fremstilling af Grundsætningerne for Seddelbankers Indretning og Virksomhed (begge 1877); fremdeles det ovennævnte værk om Det europæiske Landbosamvirke (1900), og Den norske Kreditbank 1857—1907 (i samarbejde med direktør Nicolai Rygg, 1907). Langt over disse står dog i almenvidenskabelig betydning hans mange retshistoriske arbejder. Hans betydelige evner som historisk forfatter kom allerede frem i hans debutarbejde om Det norske Aristokratis Historie indtil Kong Sverres Tid (1869), men end mere i Grundtrækkene i den ældste norske Proces (1874) og i hans Glossarium til Norges gamle Love. Ved siden af disse hovedværker har han leveret en række monografier over retshistoriske, kulturhistoriske og politisk-historiske emner, spredt i videnskabelige tidsskrifter og i dagspressen, navnlig i Morgenbladet. Sit almene syn på Sagatidens social- og kulturhistorie fik han nedlagt i den del af Norges historie 1030—1319, som forelå nogenlunde trykfærdig ved hans pludselige død, og som er optaget i 2. bind, 1. halvdel af den på Aschehougs Forlag udgivne Norges Historie i 6 bind.